# جبران هداية
جبران هداية (1946 في رأس العين بحلب -) فنان وباحث تشكيلي سوري، تخصص في رسم الأيقونات.

## سيرته
تخرج في كلية الفنون الجميلة بدمشق قسم التصوير الزيتي بدرجة امتياز شرف عام 1979. درّس في مركز الفنون التشكيلية وأكاديمية ساربان في حلب وعمل مدرساً لمادة التصوير في معهد إعداد المدرسين في حلب.
وهو عضو اتحاد الفنانين التشكيليين في سورية. كان صاحب ومدير صالة «آكاد» للفنون الجميلة في حلب منذ عام 1982 حتى عام 1988.

## أعماله
أقام الفنان «جبران هداية» أربع معارض فردية بين دمشق وحلب. بالإضافة إلى ذلك له عدة معارض مشتركة داخل سوريا وخارجها، منها:
1. معرض مشترك مع الفنان «تيسير قواف»
2. ثلاث معارض مشتركة مع الفنان «بشير بشير» والفنانة «نعمت بدوي».